# Rincón de café-concierto
Rincón de café-concierto es un óleo sobre lienzo creado por Édouard Manet en 1879. Su composición está directamente relacionada con la de La camarera, conservada en París en el Museo de Orsay de París, y puede considerarse como una secuela, o una ampliación del encuadre. La escena se ambienta en el mismo lugar: la cervecería Reichshchoffen. Los críticos de arte la sitúan en el bulevar de Rochechouart o en el bulevar de Clichy, pero este establecimiento no aparece en ninguna de estas dos direcciones en el Directorio de 1879.

## Los dos café-concierto
En agosto de 1874, Manet comenzó a trabajar en un gran cuadro de la Brasserie Reichshoffen, Café-concierto Reichshoffen, donde quedó fascinado por la habilidad de las camareras. Mientras trabajaba en la obra, modificó radicalmente sus planes y la cortó en dos partes que desarrolló de forma independiente, completando cada mitad por separado. 
Esta instantánea del local forma el lado derecho de la pintura más grande. Para la figura de la camarera posó una de las propias camareras de la cervecería Reichshoffen. Según Duret y Moreau-Nelataon, la camarera accedió a ir al estudio de Manet, en la rue d'Amsterdam, para posar.  Ella aceptó estas sesiones, con la condición de que estuviera acompañada de su “protector”, que también requeriría pago. Es el hombre del blusón azul apoyado en la mesa fumando en pipa y mirando la actuación al fondo en el escenario, mientras la camarera coloca un vaso de cerveza frente a él.  Rincón de café-concierto tiene manchas en la datación que bien podrían remontarse al año 1879. Según Théodore Duret, Manet habría elegido entre las camareras a la que manejaba con más destreza que las demás varias jarras a la vez. Rincón de café-concierto fue reelaborado con mucha más frecuencia que el otro lienzo.
Manet amplió la pintura de la Galería Nacional añadiendo una tira adicional de lienzo a lo largo del lado derecho para llevar a la camarera al centro de la composición. Aunque es una pintura en sí misma, Rincón de café-concierto es también un fragmento. Pero esto conviene a su tema, porque Manet sólo ofrece una visión fugaz de este mundo, no una vista panorámica del mismo. 
La mitad izquierda muestra a un hombre y dos mujeres sentados al otro lado de la mesa. Titulada En el café, esta pintura forma parte de la Colección Reinhart en Winterthur, Suiza.  Está claramente firmada y fechada.
Completó el cuadro En el café en agosto de 1878.En él se ve a dos amigos de Manet que posaron para la pareja del hombre de la chistera y la mujer que mira hacia el espectador.

La misma composición se encuentra en el cuadro La camarera, conservado en el Museo de Orsay, realizado posteriormente.

Las diferentes versiones del tema.
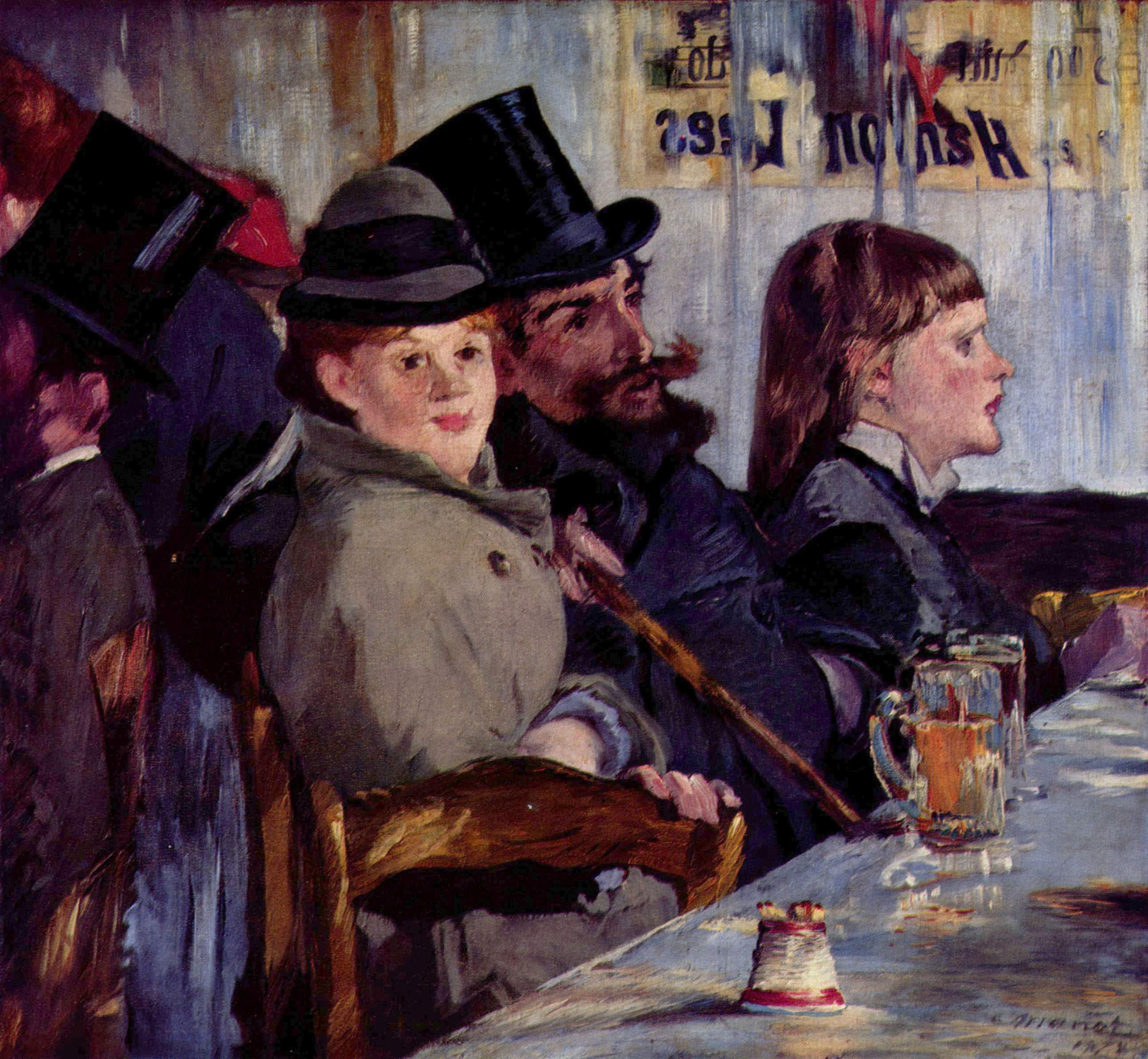
En el café, 1878. Winterthur, Museo Oskar Reinhart.
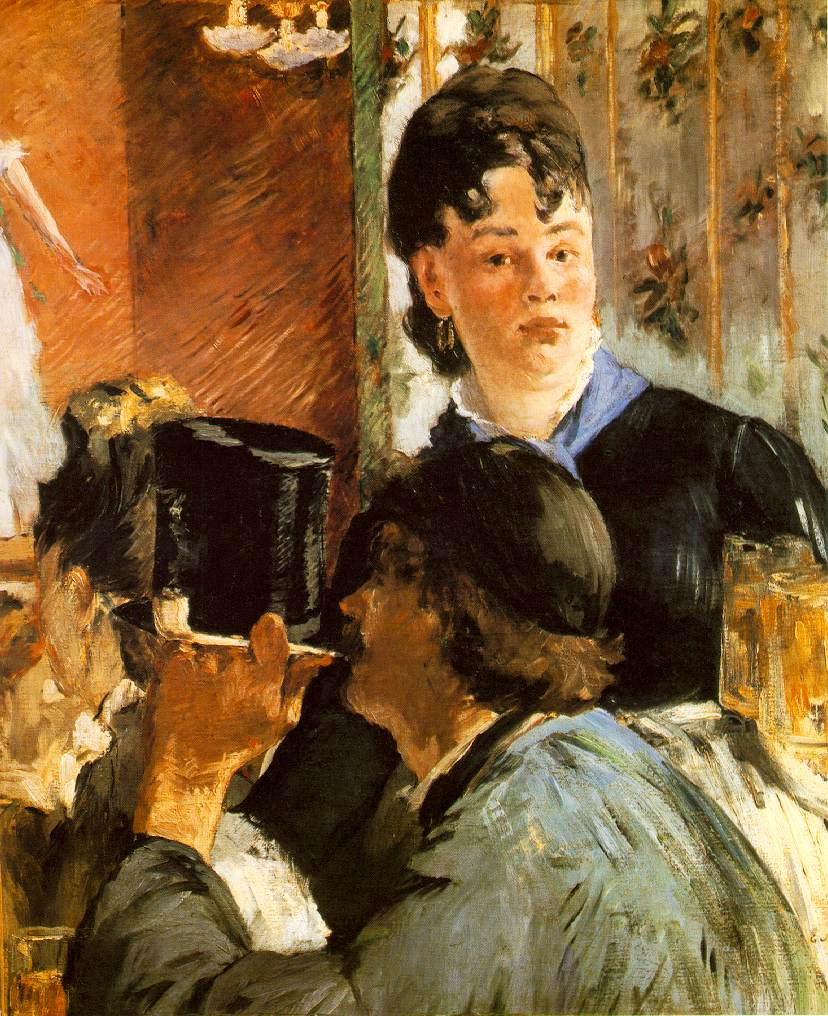
La camarera, 1879. París, Museo de Orsay .
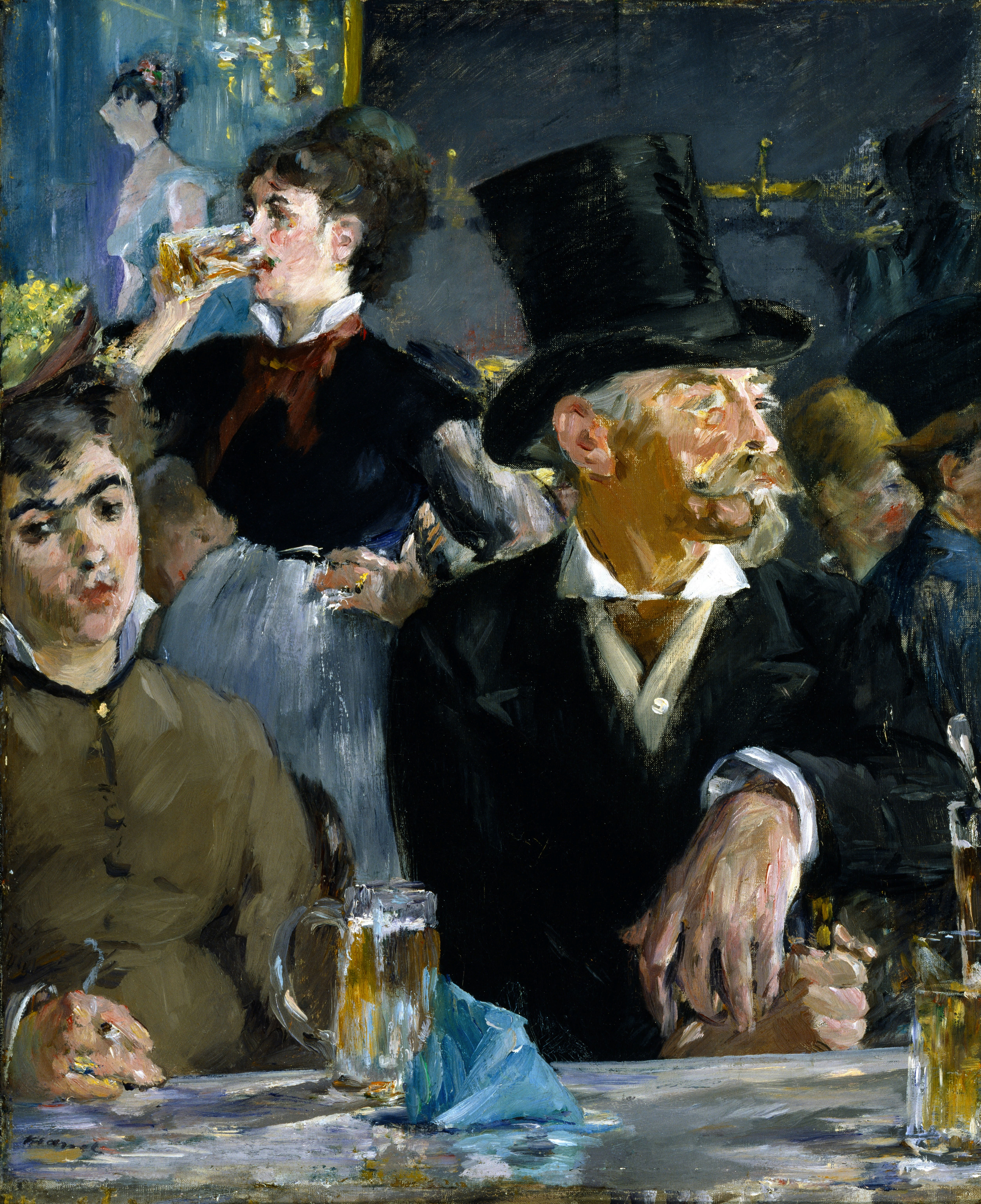
El café-concierto, 1878. Baltimore, Museo de Arte Walters.

## Origen
El coleccionista Fernand Barroil compró a Manet en 1879 por 1 500 francos, el cuadro que aparece en el libro de cuentas del pintor bajo la identidad Reichshoffen. Barroil se lo habría devuelto a Manet para comprar en su lugar otro cuadro titulado El café-concierto por 2 500 francos. Durante la venta del taller, Durand-Ruel compró Rincón de café-concierto. Devuelto al coleccionista Haviland, luego a Knoedler & Co en Nueva York, fue adquirido por la National Gallery en 1923.